# Тугая (гора)
Тугая́ (южноалт. туу кайа — «скала-гора, горная скала, утёс» или ÿттÿ кайа — «скала с углублениями») — гора на северо-западе Алтая. Административно расположена на территории города Горно-Алтайска, который окружает её с южной, восточной и западной сторон. Абсолютная высота — 641 метров.

## Физико-географическая характеристика
С горы Тугаи берут своё начало многочисленные ручьи, впадающие в реку Майма. В центр города Горно-Алтайска, в живописный тенистый сквер по системе труб подведена вода из родника, бьющего под южным склоном Тугаи.
После Чуйского землетрясения (2003) повысилась температура грунтовых вод в некоторых дворовых колонках под южным склоном Тугаи. Так, в отдельных колонках отмечались колебания температуры воды от 30 до 40 градусов.

## Рекреационное значение
Гора Тугая — одно из мест, часто посещаемых жителями Горно-Алтайска в рекреационных целях. В зимнее время гора Тугая привлекает на свои склоны множество любителей горных лыж и сноубординга. На Тугае расположены два горнолыжных подъёмника, периодически проводятся горнолыжные соревнования.
На горе Тугая расположена горнолыжная школа. Сезон катания — с конца ноября до середины марта. На горе оборудованы 3 горнолыжные трассы, протяженностью 1250 м с перепадом высот 380 м. Склоны характеризуется разнообразным рельефом, наличием довольно крутых локальных уступов, бугров и относительно пологих участков, что позволяет разнообразить варианты катания и сложность маршрутов. Имеются 3 подъемника: бугель двухместный Т-образный — 1050 м, одноместный бугель — 400 м, бэби-лифт — 200 м. Трассы для катания готовятся ратраком, имеют освещение (200 м). Проката горнолыжного инвентаря на горе нет.
У подножья горы работает гостиница «Приют горнолыжника».
2 февраля 1959 года на склонах горы Тугая открылись соревнования сильнейших горнолыжников СССР.

## Теле и Радиоцентр
Неподалёку от вершины горы расположено оборудование телевещания и радиосвязи — 4 радиомачты, ретранслятор.
Одной из достопримечательностей этой горы является телевизионный ретранслятор и радиоцентр. Его открытие состоялось 22 сентября 1958 года. 10 октября 1981 года на вершине г. Тугая была установлена спутниковая телеантенна. Сегодня радиоцентр состоит из 4 радиомачт, ретранслятора. Кроме радиовещания, радиоцентр обеспечивает доступ к телевидению.